# Den stille uge
Den stille uge eller dimmelugen er den sidste uge i fasten: ugen før påskedag, som fra kirkens ældste tid er blevet fejret i stille erindring om Kristi lidelse og død på korset.

## Kirkelige traditioner
Palmesøndag, skærtorsdag og langfredag falder i denne uge. Dimmeldagene er de sidste tre dage før påskedag. Under dimmeldagene skulle kirkeklokkerne tie eller ringes med dumpere klang. Dagens navn opstod af den træknebel (islandsk: dymbill), dimmelen, hvormed klokkerne ringedes; det oldnorske ord dymbill er optaget i engelsk. Det betyder klokke med dump lyd.

## Madskikke
Madskikken i ugen er, at der spises nikålssuppe (skærtorsdagssøbe) skærtorsdag, rugmelsgrød (langfredagsgrød) langfredag og skidne æg påskelørdag, som også er blevet kaldt skidenlørdag. Dermed er fastetiden slut. I selve påsken spises traditionelt lammesteg påskedag og i nyere tid også påskefrokost anden påskedag med påskebryg.

## Overtro og varsler forbundet med påskeugen
Onsdag aften før skærtorsdag kaldtes i folkemunde Sankt Skadeaften.